# 埼玉県立和光特別支援学校
埼玉県立和光特別支援学校（さいたまけんりつ わこうとくべつしえんがっこう）は、埼玉県和光市広沢にある公立特別支援学校。

## 学部
- 小学部
- 中学部
- 高等部

## 沿革
- 1977年4月 - 埼玉県立和光養護学校が開校
- 1979年4月 - 高等部開設
- 1981年3月 - 体育館完成
- 2009年4月 - 埼玉県立和光特別支援学校と改称

## 通学区域
- 和光市
- さいたま市のうち高崎線以西の地域及び中央区
- 戸田市
- 朝霞市
- 川口市のうち高崎線以西の地域
- 蕨市のうち高崎線以西の地域
- 志木市
- 新座市
- 富士見市
- ふじみ野市

## アクセス

### 鉄道
東武東上線、東京メトロ有楽町線、副都心線南口から徒歩20分。

### バス
東武バス「西大和団地」停留所から徒歩7分